# Dromedopycnon acanthus
Dromedopycnon acanthus is een zeespin uit de familie Ammotheidae. De soort behoort tot het geslacht Dromedopycnon. Dromedopycnon acanthus werd in 1982 voor het eerst wetenschappelijk beschreven door Child. 